# St Michael and All Angels’ Church

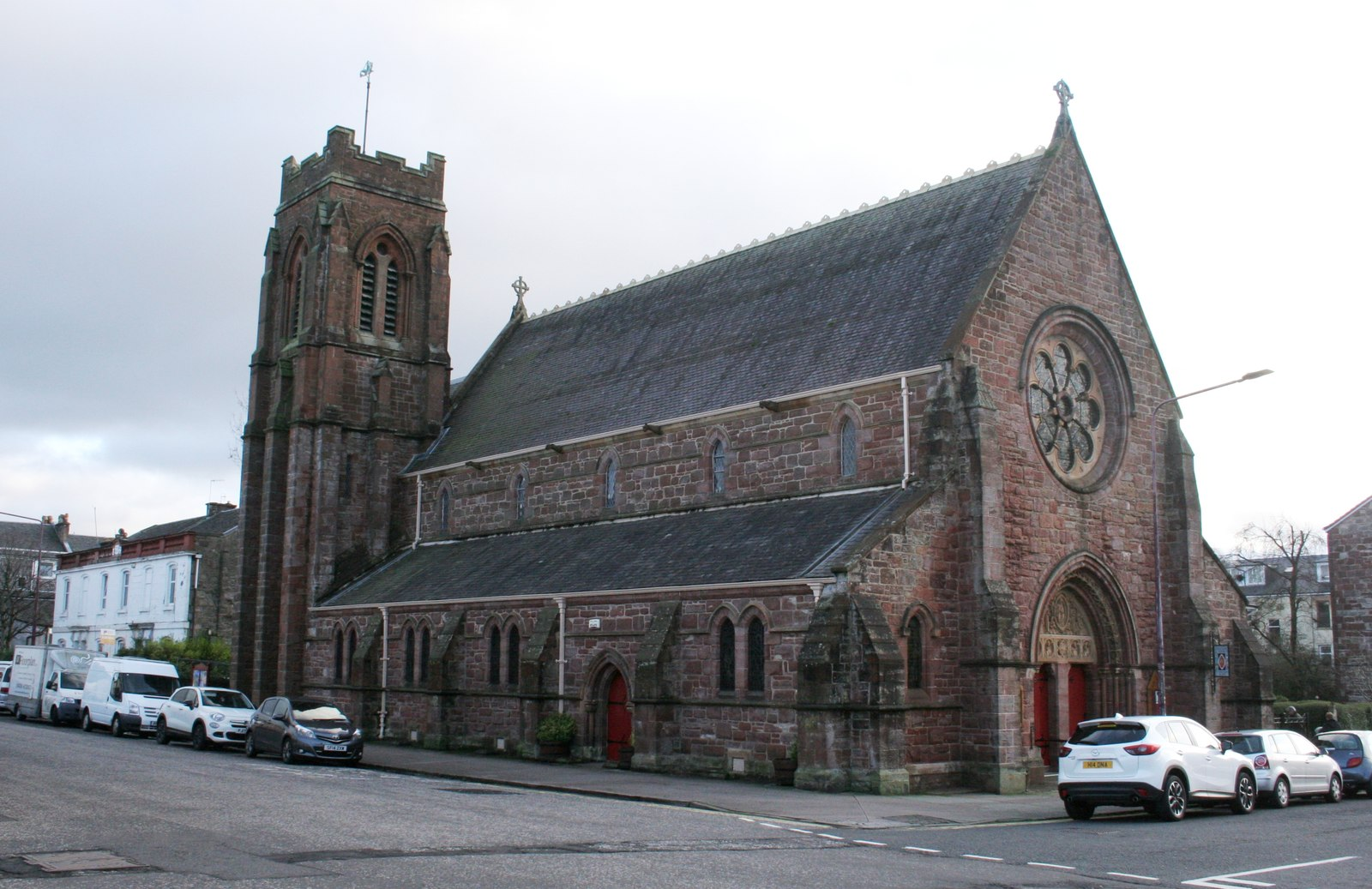
St Michael and All Angels’ Church

Die St Michael and All Angels’ Church ist ein episkopalkirchliches Kirchengebäude in der schottischen Stadt Helensburgh. Das Gebäude liegt im Süden der Stadt an der Kreuzung zwischen der West Princess Street und der William Street. 1971 wurde die St Michael and All Angels’ Church in die schottischen Denkmallisten in der höchsten Kategorie A aufgenommen. Die Kirche ist heute noch als solche in Verwendung.

## Geschichte
Die Kirchengemeinde geht auf das Jahr 1814 zurück. 1841 wurde eine kleine Kapelle in einem Gebäude in der William Street eingerichtet, die 220 Sitzplätze bot. Zehn Jahre später wurde eine Schule hinzugefügt, die noch bis 1912 geführt wurde. 1857 wurde dann ein Pfarrhaus errichtet. Durch die Anbindung Helensburghs an das Eisenbahnnetz im selben Jahre, wuchs die Stadt rasch und die bisherige Kapelle genügte nicht mehr der Aufnahme aller Kirchenmitglieder. Aus diesem Grund wurde der Bau eines Kirchengebäudes beschlossen. Als Architekt war Robert Rowand Anderson für die Planung verantwortlich. 1868 wurde das Bauwerk nach dreijähriger Bauphase fertiggestellt. Die Baukosten des zu dieser Zeit noch schlichten Gebäudes beliefen sich auf etwa 2500 £. Der weitere Ausbau wurde jedoch in den folgenden Jahrzehnten vorangetrieben. Hierzu gehörten unter anderem der Einbau einer Orgel des französischen Orgelbauers August Gern und der Austausch des Mobiliars. Die Halle wurde im Jahre 1912 hinzugefügt und schließlich 1930 der Glockenturm errichtet, der mit einem Geläut aus acht Glocken von John Taylor & Co. aus Loughborough ausgestattet ist. Eine Kapelle wurde 1958 hinzugefügt.

## Beschreibung
Das Gebäude weist architektonische Merkmale des neogotischen Stils auf und ahmt die gotische Kirchenarchitektur im Frankreich des 13. Jahrhunderts nach. Es besteht aus rotem Sandstein, der aus der schottischen Region Dumfriesshire stammt. Im Gebäudeinneren ist hingegen Kalkstein aus dem französischen Caen verbaut.

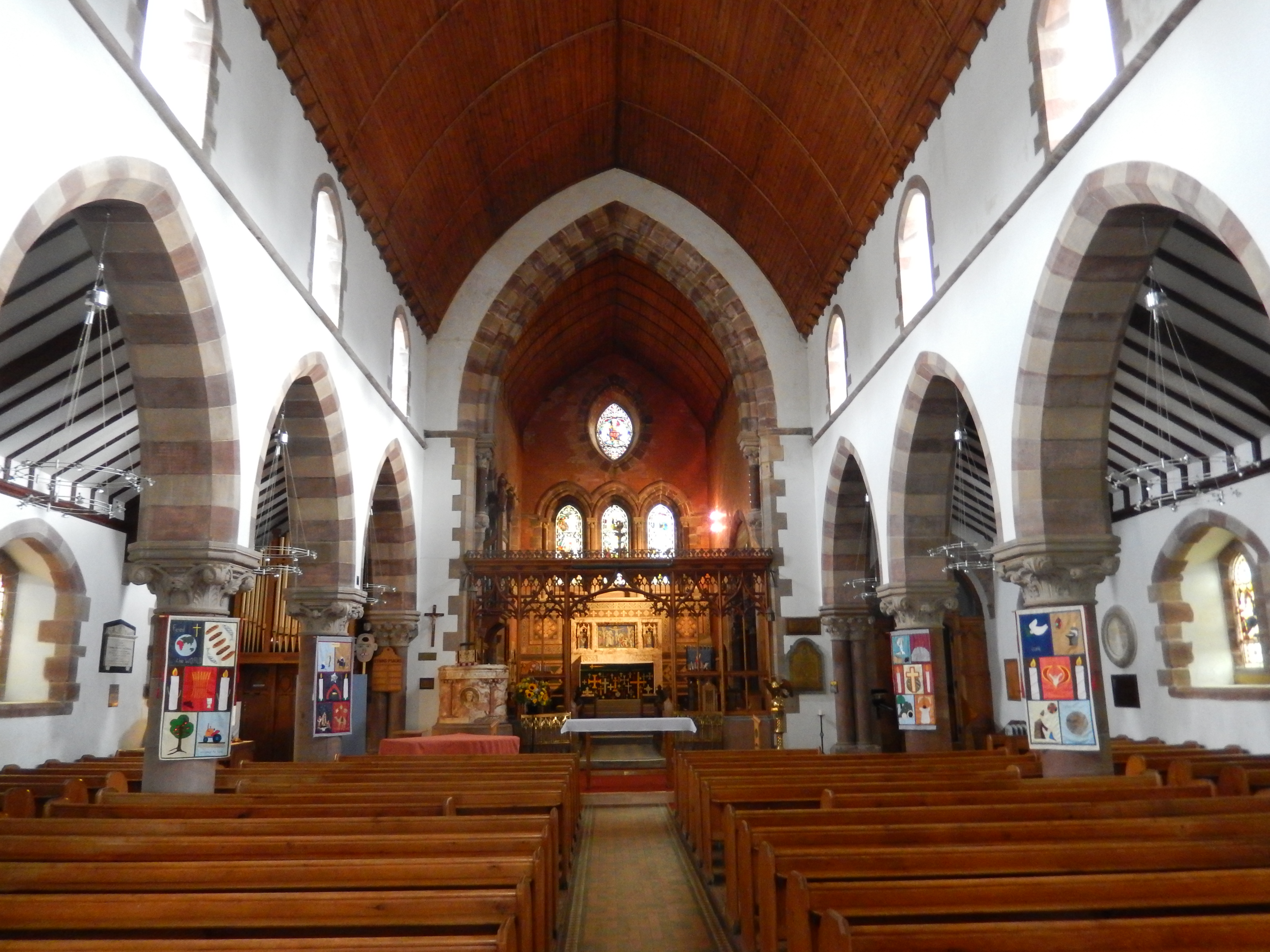
Innenraum
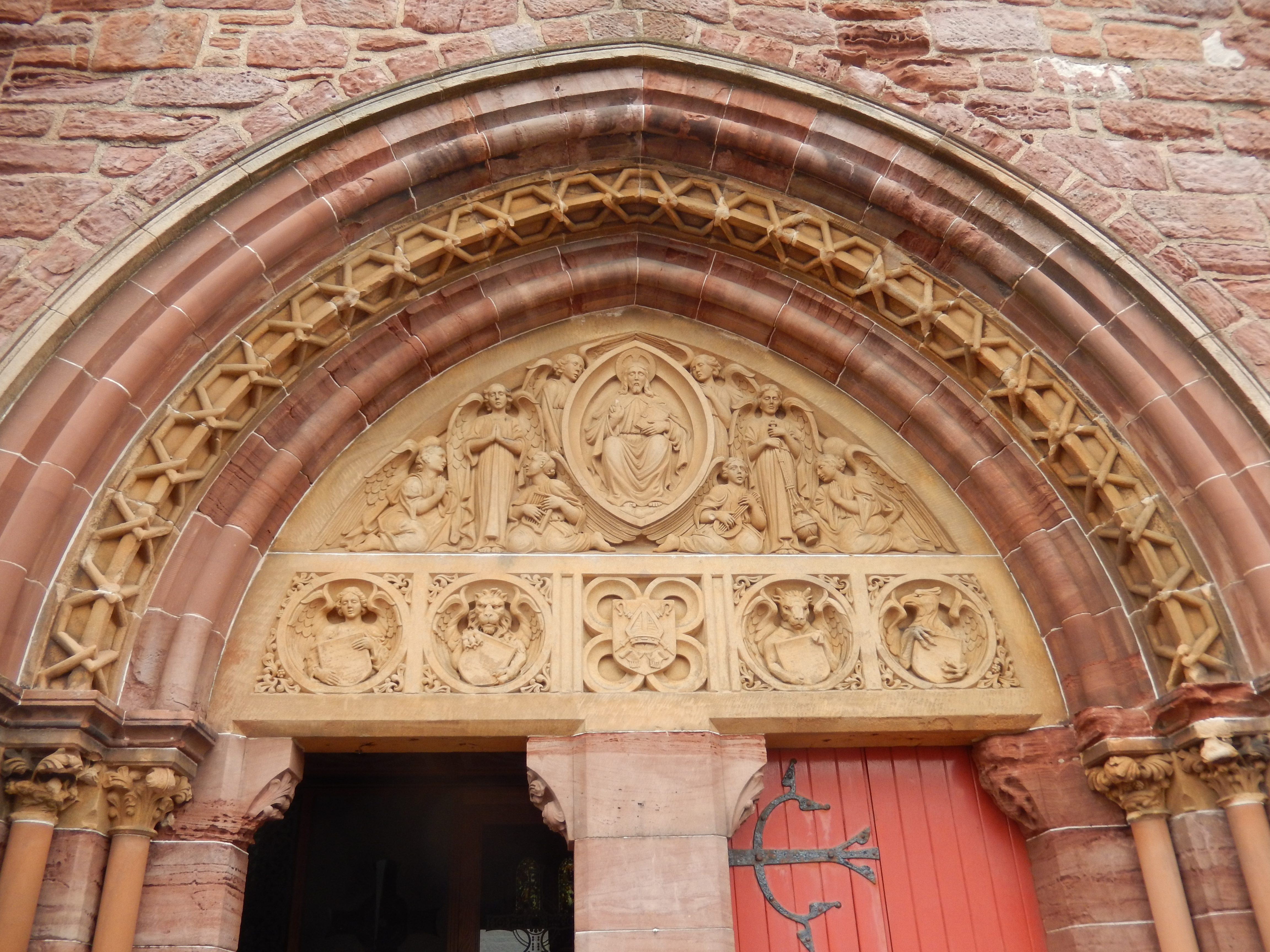
Ornamentiertes Gewände
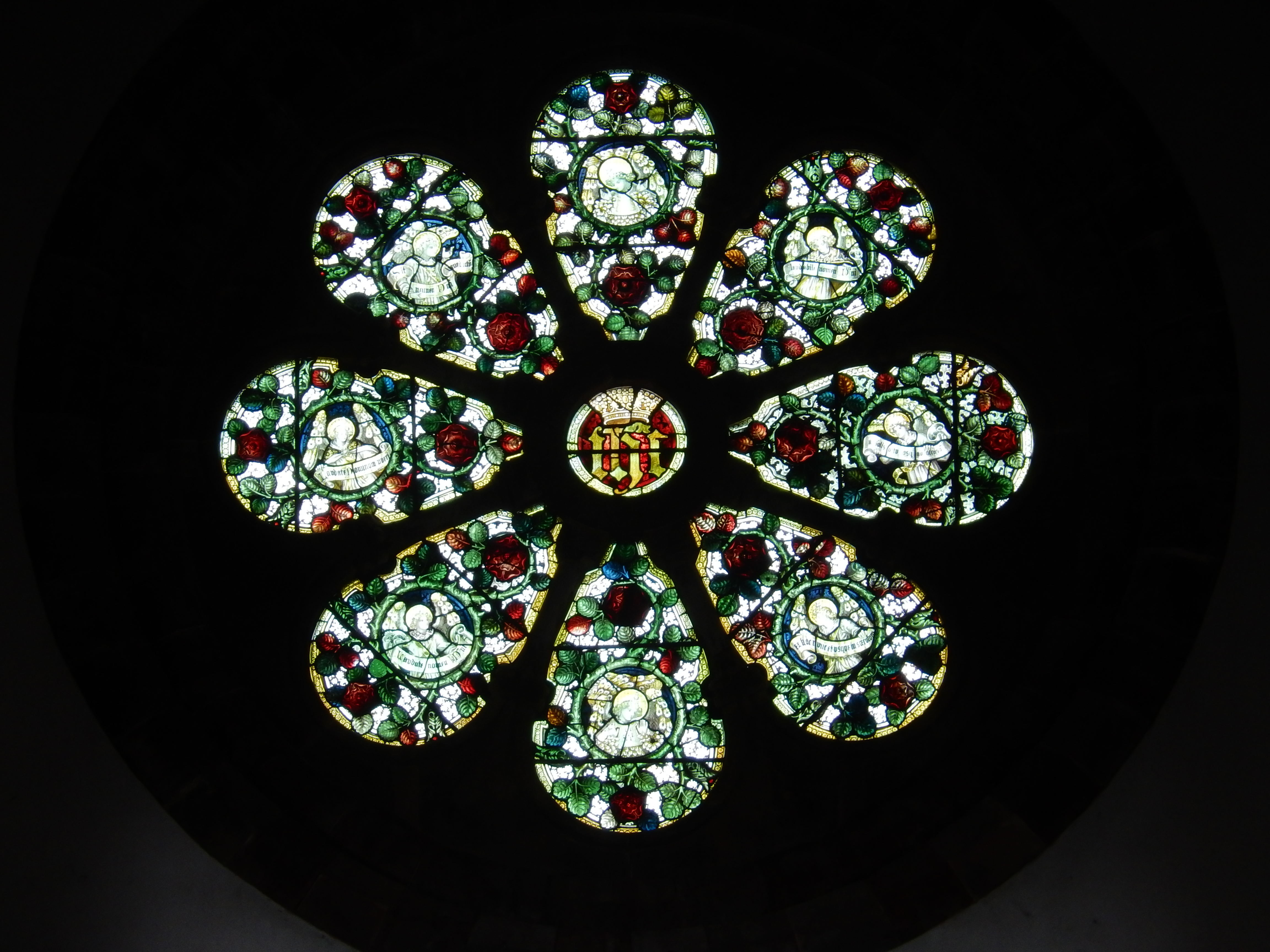
Fensterrose